# Івонич-Здруй (гміна)
Гміна Івонич-Здруй (пол. Gmina Iwonicz-Zdrój) — місько-сільська гміна у східній Польщі. Належить до Кросненського повіту Підкарпатського воєводства.
Станом на 31 грудня 2011 у гміні проживало 10940 осіб.

## Територія
Згідно з даними за 2007 рік площа гміни становила 45.50 км², у тому числі:
- орні землі: 66.00%
- ліси: 22.00%

Таким чином, площа гміни становить 4.93% площі повіту.

## Історія
1 серпня 1934 р. було створено гміну Івонич в Коросненському повіті Львівського воєводства Польської республіки (1918—1939) рр.. До неї увійшли сільські громади: Івонич, Любатова, Любатівка.
До виселення українців і ліквідації греко-католицької церкви с. Івонич належало до парафії Вороблик Королівський Риманівського деканату.

## Населення
Станом на 31 грудня 2011:
| Опис     | Загалом | Загалом | Чоловіки | Чоловіки | Жінки | Жінки |
| -------- | ------- | ------- | -------- | -------- | ----- | ----- |
| одиниця  | осіб    | %       | осіб     | %        | осіб  | %     |
| все      | 10940   | 100     | 5475     | 50.05    | 5465  | 49.95 |
| міське   | 1890    | 100     | 893      | 47.25    | 997   | 52.75 |
| сільське | 9050    | 100     | 4582     | 50.63    | 4468  | 49.37 |

## Сусідні гміни
Гміна Івонич-Здруй межує з такими гмінами: Дукля, Мейсце-П'ястове, Риманів.

## Солтиства
- Івонич
- Івонич-Здрій
- Любатова
- Любатівка